# Стрелец, Давид
Дави́д Стреле́ц (словац. David Strelec; род. 4 апреля 2001, Нове-Замки, Нитранский край) — словацкий футболист, нападающий клуба «Слован» и сборной Словакии. Участник чемпионата Европы 2024.

## Биография
Отец — футболист Милан Стрелец.
Начал профессиональную карьеру в составе братиславского «Слована». В чемпионате Словакии дебютировал 5 августа 2018 года в матче против «Земплин Михаловце» (2:1). Свой первый гол за «Слован» забил 8 декабря 2018 года в игре против «Жилины» (5:2). Вместе с командой становился чемпионом Словакии в сезонах 2018/19 и 2019/20 и обладателем Кубка Словакии сезона 2019/20.
В феврале 2021 года французской газетой L’Équipe был включён в список 50 самых талантливых футболистов, родившихся после 1 января 2001 года.

### Карьера в сборной
Выступал за юношеские сборные Словакии до 17 и до 19 лет, а также за молодёжную сборную до 21 года.
Впервые в состав национальной сборной Словакии был вызван главным тренером Штефаном Тарковичем в марте 2021 года на матчи квалификации чемпионата мира против сборных Кипра, Мальты и России. Дебютировал 24 марта в матче против Кипра (0:0). В следующей игре против Мальты (2:2) Стрелец отметился своим первым голом за Словакию.

## Достижения
«Слован»
- Чемпион Словакии: 2018/19, 2019/20
- Обладатель Кубка Словакии: 2019/20